# 興禅寺 (大阪市)
興禅寺（こうぜんじ）は、大阪市天王寺区伶人町にある曹洞宗の寺院。

## 歴史
寺伝によると、元は住吉大社の北百歩ばかりの所にあり三柱の神を鎮守とし、法橋定朝作の観音像を祀っていたと記されている。
万治3年（1660年）、月舟宗胡を請して開山に迎え禅堂、庫裏を創建した。その後、明治13年（1880年）に現在地に移転された。
天王寺七坂の一つ、天神坂の途中にある。境内に「厄除け不動明王」が安置されており、厄除けの寺として知られる。

## 交通
- Osaka Metro谷町線四天王寺前夕陽ヶ丘駅より南西へ徒歩8分